# Vasyl Rac
Vasyl Rac (ukrajinsky: Василь Рац; 25. března 1961, Fančykovo) je bývalý ukrajinský fotbalista, záložník, který reprezentoval Sovětský svaz. S jeho reprezentací získal stříbrnou medaili na mistrovství Evropy v roce 1988. Hrál také na dvou světových šampionátech, v roce 1986 a 1990. Za národní tým nastupoval v letech 1986–1990 a odehrál za něj 47 utkání, v nichž vstřelil 4 branky. Na MS nastoupil ke čtyřem zápasům, na ME k pěti. Hrál za Karpaty Lvov (1979), Nyva-V Vinnycja (1980–1981), Dynamo Kyjev (1981–1989, 1990), Espanyol Barcelona (1989) a Ferencváros Budapešť (1991–1993). S Kyjevem v sezóně 1985/86 vyhrál Pohár vítězů pohárů. Slavil s ním rovněž tři tituly mistra SSSR (1985, 1986, 1990). S Ferencvárosem získal titul mistra Maďarska (1991/92). Byl maďarské národnosti, jeho rodné jméno bylo Rácz László.